# Hans Simmer
Hans Simmer (* 14. März 1877 in Grafing; † nach 1934) war ein deutscher Pädagoge.

## Leben

### Herkunft und Ausbildung
Er kam 1877 im oberbayerischen Markt Grafing als Sohn des Zimmerpoliers Johann Simmer und dessen Ehefrau Anna, geb. Schmid, zur Welt und war römisch-katholischen Glaubens.
Zunächst besuchte er die Lateinschulen in Rosenheim und Scheyern sowie das Gymnasium in Freising, an dem er 1898 das Reifezeugnis erhielt. Zum Wintersemester 1898/1899 immatrikulierte er sich an der Königlich Bayerischen Technischen Hochschule München und verfolgte ein Studium für das Lehramt an technischen Mittelschulen. Im Oktober 1901 absolvierte er die Hauptprüfung für das Lehramt der Deutschen Sprache, Geschichte und Geographie und 1904 folgte die Spezialprüfung im Fachgebiet Geographie. Nach bestandener Disputation am 30. Januar 1905 wurde er unter Doktorvater Siegmund Günther – der eigentlich in München lehrte – mit der Dissertation Der aktive Vulkanismus auf dem afrikanischen Festlande und den afrikanischen Inseln an der philosophischen Fakultät der Friedrich-Alexander-Universität Erlangen promoviert. In der Danksagung wies Simmer darauf hin, dass auch Eduard Pechuel-Loesche in Erlangen sowie Ludwig Neumann (1854–1925) in Freiburg im Breisgau bedeutenden positiven Einfluss auf seinen akademischen Werdegang hatten.

### Berufliche Karriere
Seinen Einstieg ins Berufsleben fand Simmer von Januar bis Juli 1902 als Lehrer in Berlin und Bernkastel. Anschließend arbeitete er als Redakteur für geographische Artikel in der Redaktion des Herder’schen Konversations-Lexikons in Freiburg im Breisgau.
Nach seiner Promotion erhielt er 1907 zunächst eine Assistentenstelle an der Münchener Maria-Theresia-Kreisrealschule. Danach war er kurzzeitig an der Kreisoberrealschule Kaiserslautern tätig, ehe er 1909 an die Realschule Freising wechselte. Nachweislich im Jahr 1922 trug er die Amtsbezeichnung Studienprofessor. Zu dieser Zeit lehrte er an einem Münchener Gymnasium.

## Rezeption
Simmers publizierte Dissertation wurde 1906 in Globus, einer populärwissenschaftlichen Zeitschrift für Länder- und Völkerkunde, vom Vulkanologen Walther von Knebel scharf kritisiert. Er erkannte im Ansatz der Forschung zwar eine „sehr verdienstvolle Absicht“, bemängelte allerdings, dass Simmer keine für das Thema ausreichende „geologische Schulung und Denkweise“ besitze. In „Hunderten von Fällen“ würden leichtfertig geologische Schlussfolgerungen gezogen und „bei den einzelnen Darstellungen lassen sich fast Schritt für Schritt grobe wissenschaftliche Unmöglichkeiten oder an ganz unsichere Hypothesen geknüpfte weitreichende Hirngespinste nachweisen.“ Es sei zu erkennen, so von Knebel, dass der Autor „offenbar niemals ein größeres Vulkangebiet betreten hat.“ Die vernichtende Kritik endete mit den Sätzen: „Die ganze Arbeit liefert bei allem oft in anerkennenswerter Weise angewandten Fleiß ein abschreckendes Beispiel sogenannter Schreibtischgelehrsamkeit. Der Stil des Verfassers zwingt den Leser außerdem, geraume Zeit mit dem Konstruieren mancher Sätze und dem Erraten des Inhaltes zu verlieren.“ Simmer sah sich daraufhin in derselben Zeitschrift zu einer Erwiderung genötigt. Er merkte zunächst an, dass er „als Geograph für Geographen geschrieben [habe] und nicht vom streng geologischen Standpunkte aus an die Bearbeitung des Themas“ herangetreten sei. In der Dissertation habe er sogar erwähnt, dass die Arbeit „als ein schwacher und ein wenig gewagter Versuch anzusehen sei“, die beträchtlichen geologischen und mineralogischen Wissenslücken hinsichtlich afrikanischer Vulkane zu schließen. Mit seinen Schlussfolgerungen und teilweise vagen Formulierungen habe er vor allem Denkanstöße liefern wollen. Darüber hinaus kritisierte er, dass von Knebel sich kaum zum Hauptteil der Dissertation geäußert habe, sondern „vielmehr nur einige gänzlich nebensächliche Dinge [herausgegriffen habe], die in der Abhandlung obendrein zur Hälfte nur in Anmerkungen angeführt werden und als solche selbstverständlich ebensogut auch hätten wegbleiben können.“ Von Knebel verfasste anschließend noch eine Antwort auf Simmers Erwiderung, blieb aber im Wesentlichen bei seiner Kritik. An anderer Stelle erfuhr die Dissertation freundlichere Besprechungen. So wurde sie beispielsweise im Jahrbuch der Astronomie und Geophysik als Studie bezeichnet, „welche sich durch höchst sorgfältige und umfangreiche Sammlung und Verwertung des vorhandenen Materials auszeichnet.“
Die späteren Publikationen Simmers waren hauptsächlich geographiedidaktisch ausgerichtet und zeugen von einem ausgeprägten Nationalismus des Autors. In seiner 1920 erschienenen Schrift Weltpolitische Fragen mit besonderer Berücksichtigung der geographischen Grundlagen und des Deutschtums argumentierte er scharf gegen natürliche Grenzen und erhob den Kampf der Staaten und Völker um das Dasein zum Gesetz („[…] daran wird alles Gerede vom ewigen Frieden und von Völkerversöhnung, auch der famose Völkerbund der Entente nichts ändern.“). Zudem zeigte er sich überzeugt, dass das Deutsche Reich „das universale politische Entwicklungsstadium der Weltmacht zu erreichen“ habe.
Im Lehrbuch Grundzüge der Geopolitik in Anwendung auf Deutschland akzentuierte Simmer diese Ansichten 1928 und führte sie noch weiter aus. Seitens des von Franz Goldenberger geleiteten bayerischen Unterrichtsministeriums wurde das Buch genehmigt. Zeitgenössische Fachleute kritisierten es allerdings scharf. So urteilte beispielsweise der Staats- und Politikwissenschaftler Otto Haußleiter in einer Rezension:
„[Das Buch ist] geeignet, bei dem kritisch Denkenden die Geopolitik wissenschaftlich und politisch völlig in Mißkredit zu bringen; als Entwurf eines Schullehrbuches – es wird hoffentlich nirgends und niemals für den Schulgebrauch eingeführt – würde es diese Wirkung vielleicht nicht haben, aber es ist erst recht nicht zu verantworten, der unkritischen Jugend eine geistige Kost vorzusetzen, deren Minderwertigkeit sie noch nicht erkennen kann.“
Der Geographische Anzeiger, das Verbandsblatt der deutschen Schulgeographen, bestätigte Simmer hingegen die – auch von ihm beanspruchte – Unparteilichkeit seines Buches. Hans-Dietrich Schultz, Professor für Didaktik der Geographie an der Humboldt-Universität zu Berlin, warf Simmer 2017 in Zusammenhang mit dieser Publikation vor, einen „erbarmungslosen Darwinismus“ vertreten zu haben.

## Publikationen
- Der aktive Vulkanismus auf dem afrikanischen Festlande und den afrikanischen Inseln (= Münchener Geographische Studien. Band 18). Verlag von Theodor Ackermann, München 1906.
- Weltpolitische Fragen mit besonderer Berücksichtigung der geographischen Grundlagen und des Deutschtums (= Dröber-Weyrauther Erdkunde für höhere Lehranstalten. Band 9). Verlag von Carl Koch, Nürnberg 1920.
- Gedanken und Vorschläge zur Neuordnung des Erdkundeunterrichts in den Klassen 7–9. In: Neues Land. Band 9, Nummer 8, 1928 Seiten 53–54.
- Grundzüge der Geopolitik in Anwendung auf Deutschland. R. Oldenbourg Verlag, Berlin 1928.

- Zweite Auflage: Grundzüge der politischen Geographie in Anwendung auf Deutschland. R. Oldenbourg Verlag, Berlin 1931.
- Neuer Haupttitel: Deutsches Land und Deutsches Volk. „Das Volk ohne Raum“ und sein Kampf ums Dasein. R. Oldenbourg Verlag, Berlin 1934.